# كرم أكواز
كرم أكواز (بالتركية: Kerem Can Akyüz)‏ هو لاعب كرة قدم تركي في مركز الدفاع، ولد في 1 يوليو 1989 في الفاتح في تركيا. لعب مع أضنة دمير سبور وألانيا سبور وبالق أسير سبور وكارسياكا ونادي تورك تليكوم.

## وصلات خارجية
- كرم أكواز على موقع اتحاد تركيا (لاعب) (الإنجليزية)
- كرم أكواز على موقع قاعدة بيانات كرة القدم.إي يو (الإنجليزية)
- كرم أكواز على موقع Soccerway.com (الإنجليزية)
- كرم أكواز على موقع عالم كرة القدم.نت (الإنجليزية)